# 台湾小金发藓
台湾小金发藓（学名：Pogonatum formosanum）为土马鬃科小金发藓属下的一个种。